# 林隆一郎
林 隆一郎（はやし りゅういちろう）は、日本テレビ放送網グループ戦略局上席出向局長（日本テレビ音楽代表取締役社長）。

## 経歴
- 番組制作の後、報道局社会部長、事業局イベント事業部長、2007年7月1日からは、事業局次長・イベント事業部長（2008年7月1日より）、コンテンツ事業局イベントセンター長・イベント事業部長（2008年7月1日より）、日テレイベンツ代表取締役社長を歴任。

## 過去の担当番組

### プロデューサー
- ぶらり途中下車の旅
- 解禁テレビ
- だんトツ!!平成キング
- 素顔が一番!
- モグモグGOMBO

### 総合プロデューサー
- 24時間テレビ 「愛は地球を救う」（1999年）

### チーフプロデューサー
- ザ!世界仰天ニュース
- ルックルックこんにちは
- レッツ!
- ザ!情報ツウ
- ザ・ワイド
- THE・サンデー
- THE独占サンデー
- 壮絶バトル!花の芸能界
- あの人は今!?
- 地球ゴージャスな夜（事業局[要説明]）